# 63e breedtegraad zuid
De 63e breedtegraad zuid is een denkbeeldige cirkel op de Aarde op 63 graden ten zuiden van de evenaar en op 27 graden ten noorden van de zuidpool.
Op deze breedtegraad ligt zeer weinig land. De breedtegraad  passeert vanaf de nulmeridiaan van west naar oost achtereenvolgens de Atlantische, de Indische en de Grote Oceaan om vervolgens D'Urville Island, net noordelijk van het Antarctisch Schiereiland te schampen, alsmede de Zuidelijke Shetlandeilanden (Deception-eiland en Smith Eiland)